# Wanjuhi Njoroge
Wanjuhi Njoroge, née en 1989, est une entrepreneuse et militante kényane contre le changement climatique. Elle appelle à des améliorations de l'accès numérique et des droits des femmes. Elle est membre du réseau des femmes Leaders africaines ( AWLN).

## Biographie
Njoroge est née en 1989 et a grandi à Kabaru, un village du comité de Nyeri au Kenya.  Elle étudie la sociologie et la communication à l'Université de Nairobi, et obtient son diplôme en technologie de l'information commerciale de l'Université Strathmore. 
Elle est fondatrice et présidente de la société de communication Nelig group, ainsi que de l'association à but non lucratif RootEd Africa, qui travaille avec des écoles et les communautés locales pour enseigner le codage et l'innovation. RootEd vise à créer des emplois grâce à des activités de codage en ligne, à réduire le taux de décrochage scolaire en particulier chez les adolescentes, et à apporter une activité économique dans les villages grâce aux marchés numériques.
En 2017, RootEd s'est associé à Safaricom pour créer une bibliothèque moderne à Kabaru.  Grâce à son travail, elle a également aidé les agriculteurs locaux à passer à des pratiques agricoles plus durables. 
En 2018, elle a reçu une bourse de Young Leaders project (YELP) du LéO Africa institute.  En 2019, Nyoroge a rejoint la section nationale kényane du réseau des femmes Leaders africaines (AWLN), qui a été lancé au siège des nations unies à New-York en juin 2017 sous les auspices de la commission de l'union africaine (CUA) et des nations unies (ONU) le 28 janvier 2021, Wanjuhi a participé à un panel d'experts internationaux intitulé « Climate change : why should we Care ? » organisé par le groupe musée des sciences.
Njoroge a occupé un certain nombre de postes où elle a travaillé pour réduire les inégalités, y compris en tant que boursière du programme d'accompagnement de femmes leaders Vital Voices (en) ou membre du programme Global Shaper. Elle est affiliée au forum économique mondial, à la fois en tant que membre de la communauté Global Shaper et en tant que dirigeante du groupe de Nairobi,. Elle fait également partie de l'équipe mettant en œuvre le projet Internet pour tous au sein du forum économique mondial.

## Récompenses
Elle est finaliste du prix Top 40 under 40 (2016) pour son travail dans l'amélioration de l'éducation et l'augmentation des taux d'admission et de rétention scolaire en Afrique rurale.